# Heterolepidoderma multiseriatum
Heterolepidoderma multiseriatum är en djurart som tillhör fylumet bukhårsdjur, och som beskrevs av Francesco Balsamo 1978. Heterolepidoderma multiseriatum ingår i släktet Heterolepidoderma och familjen Chaetonotidae. Inga underarter finns listade i Catalogue of Life.